# Râul Grădinile
Râul Grădinile este un curs de apă, afluent al râului Suhatul. 